# Добруджански научен институт
Добруджанският научен институт е създаден през октомври 1932 г. Негов председател е проф. Михаил Арнаудов. В състава му влизат професорите от Университета: Стоян Романски, Георги Петров Генов, Стефан Младенов, Анастас Иширков, Борис Йоцов, Петър Ников, Петър Мутафчиев. Заедно с тях в института работят редица писатели, журналисти и общественици, като Дора Габе, Антон Страшимиров, Йордан Йовков и много други.
Инциатор за създаването му е Изпълнителният комитет на Съюза на добруджанските благотворителни дружества. Заедно с Македонския научен институт, Тракийския научен институт и Западнопокраинския научен институт той си поставя за главна цел да изучава миналото и настоящето на българите, останали извън пределите на България, като предмет специално на неговите изследвания е Добруджа. Закрит е в началото на 50-те години на 20 век в съответствие с провежданата политика на национален нихилизъм от просъветският комунистическия режим установил се в България. Възстановен е на 28.10.2012 г. на научна конферениция в Балчик от български учени историци и архитекти.